# Mechanics' Institute Chess Club
Il Mechanics' Institute Chess Club di San Francisco è il più antico circolo di scacchi degli Stati Uniti.
Il circolo venne fondato l'11 dicembre 1854, quando San Francisco era una città di frontiera che si stava sviluppando in seguito alla corsa all'oro della California.  Il primo giocatore di classe mondiale a visitare San Francisco fu il polacco Johannes Zukertort, che in luglio 1884 rimase nella città per quasi un mese e fu ospite del club. George Gossip visitò la città e il club nel 1888 e in giugno scrisse un articolo sugli scacchi a San Francisco sulla rivista International Chess Magazine (edita da Wilhelm Steinitz).  
Tra i numerosi campioni che hanno tenuto esibizioni o giocato nel club si annoverano Harry Nelson Pillsbury, Géza Maróczy, Frank Marshall (nel 1913 e 1915), Borislav Kostić (1915), Samuel Reshevsky (1921 e 1956), Arthur Dake (nel 1937 e molte altre volte), Georges Koltanowski (1939), Svetozar Gligorić e Tony Miles. 
Il club è stato visitato da molti campioni del mondo, tra cui Emanuel Lasker (nel 1902 e 1926), José Raúl Capablanca (1916), Aleksandr Alechin (1923 e 1929), Max Euwe (1949), Bobby Fischer (1964), Vasilij Smyslov (1976), Tigran Petrosian (1978), Anatolij Karpov (1999) e Boris Spasskij (1980 e 2006).
Il club organizza regolarmente tornei della United States Chess Federation e della FIDE. Il 2 maggio 2019 il campionato rapid del club comprendeva 37 giocatori con titolo di Maestro FIDE o superiore, facendone il più forte torneo disputato nel club. Il torneo fu vinto a pari merito dai Grandi Maestri Fabiano Caruana, Jon Ludvig Hammer e Georg Meier.
Dal 1910 il club ha sede al n. 57 di Post Street.  